# La Tourette-Cabardès

La Tourette-Cabardès este o comună în departamentul Aude din sudul Franței. În 1 ianuarie 2022 avea o populație de 22 de locuitori.